# بروسبير إي. باولين
بروسبير إي. باولين هو سياسي كندي، (ولد في Caraquet ‏ في كندا أكتوبر 1844  م). انتخب عضو الجمعية التشريعية لنيو برونزويك ‏.